# Kaloryczne równoważniki składników pokarmowych
Kaloryczne równoważniki składników pokarmowych − liczba kilokalorii (kcal) wyzwolona przy spalaniu lub całkowitym utlenianiu w czasie oddychania 1 grama związków organicznych, np.: spalenie 1 grama węglowodanów lub białek uwalnia 4 kcal, a 1 gram tłuszczu - 9 kcal.